# Bahnhof Köln Frankfurter Straße
Der Bahnhof Köln Frankfurter Straße liegt im Kölner Stadtteil Gremberghoven und besteht aus einem Personenhalt und einer Abzweigstelle. Er liegt an der Aggertalbahn und der Flughafenschleife und wird von der Linie S 19 der S-Bahn Köln und der Oberbergischen Bahn (RB 25), welche im S-Bahn-Vorlaufbetrieb verkehrt, bedient.

## Lage
Der Bahnhof liegt an der Kreuzung der Bahnstrecken mit der namensgebenden Frankfurter Straße, die Teil der Bundesstraße 8 ist. Auf der Brücke verlaufen zwei Ferngleise und zwei S-Bahn-Gleise mit einem Mittelbahnsteig. Um den Bahnhof befindet sich der nördliche Teil des AirportBusinessparks. Er dient, wie der Haltepunkt Köln Airport Businesspark, hauptsächlich der Anbindung dieses Gewerbegebietes, wird aber durch die Verbindung mit den Buslinien 151 und 152 auch von der Bevölkerung der Stadtteile Gremberghoven und des angrenzenden Ostheim benutzt. Der Personenhalt verfügt über Treppenaufgänge auf beiden Seiten der Frankfurter Straße und aus dem Gewerbegebiet. Der Mittelbahnsteig ist gemäß S-Bahn-Standard 96 cm hoch und so für den barrierefreien Zugang zu den S-Bahn-Zügen geeignet, auch ein Aufzug ist zur Frankfurter Straße vorhanden.

## Geschichte
Der Bahnhof wurde am 12. Juni 2004 mit der Eröffnung der Kölner Flughafenschleife in Betrieb genommen. Die Straße wurde im Rahmen der Bauarbeiten um rund sieben Meter abgesenkt und war für die Bauphase verlegt worden. Im Zuge dessen erfolgte auch die Stilllegung des Gremberghovener Bahnhofs im Zentrum des Stadtteils, der an der Siegstrecke lag. An dieser kamen stattdessen zwei neue Haltepunkte hinzu: der Haltepunkt Köln Airport-Businesspark, der ebenfalls der Erschließung des Gewerbegebietes dient, und der schon 2003 eröffnete Haltepunkt Köln Steinstraße, der direkt an der Grenze zu Porz und Finkenberg liegt. Das Zentrum des Stadtteils kann nur noch mit dem Bus erreicht werden.
Der Bahnhof wird durch zwei Bussteige an der Straße ergänzt, an denen die Buslinien 151 und 152 der Kölner Verkehrsbetriebe (KVB) halten. Die Busse fahren einen großen Teil des Linienweges über die Frankfurter Straße und halten dabei auch an den Stadtbahn-Haltestellen Buchheim Frankfurter Straße und Sportpark Höhenberg. Zur namentlichen Unterscheidung heißt die Bushaltestelle hier Frankfurter Straße S-Bahn. Auf der Frankfurter Straße befindet sich außerdem die Stadtbahnhaltestelle Ostheim, die etwa 2 km vom Bahnhof entfernt ist und auch durch die Buslinien bedient wird. Die Frankfurter Straße hat mit diesen vielen kreuzenden Linien eine ähnliche Charakteristik wie die linksrheinische Gürtelstrecke. Planungen zur Verlängerung der Stadtbahnlinie 13 sehen deshalb vor, diese über die Frankfurter Straße von Mülheim bis Ostheim und dann zum Bahnhof zu führen.
Zudem ist im Zuge des Ausbaus der S-Bahn Köln geplant, die Linie S13 nach Bonn-Oberkassel über die Flughafenschleife und damit den Bahnhof an der Frankfurter Straße zu führen. Außerdem wird die jetzt schon S-Bahn-ähnliche RB25 zur S15, der Bahnhof wird somit ein reiner S-Bahnhof.

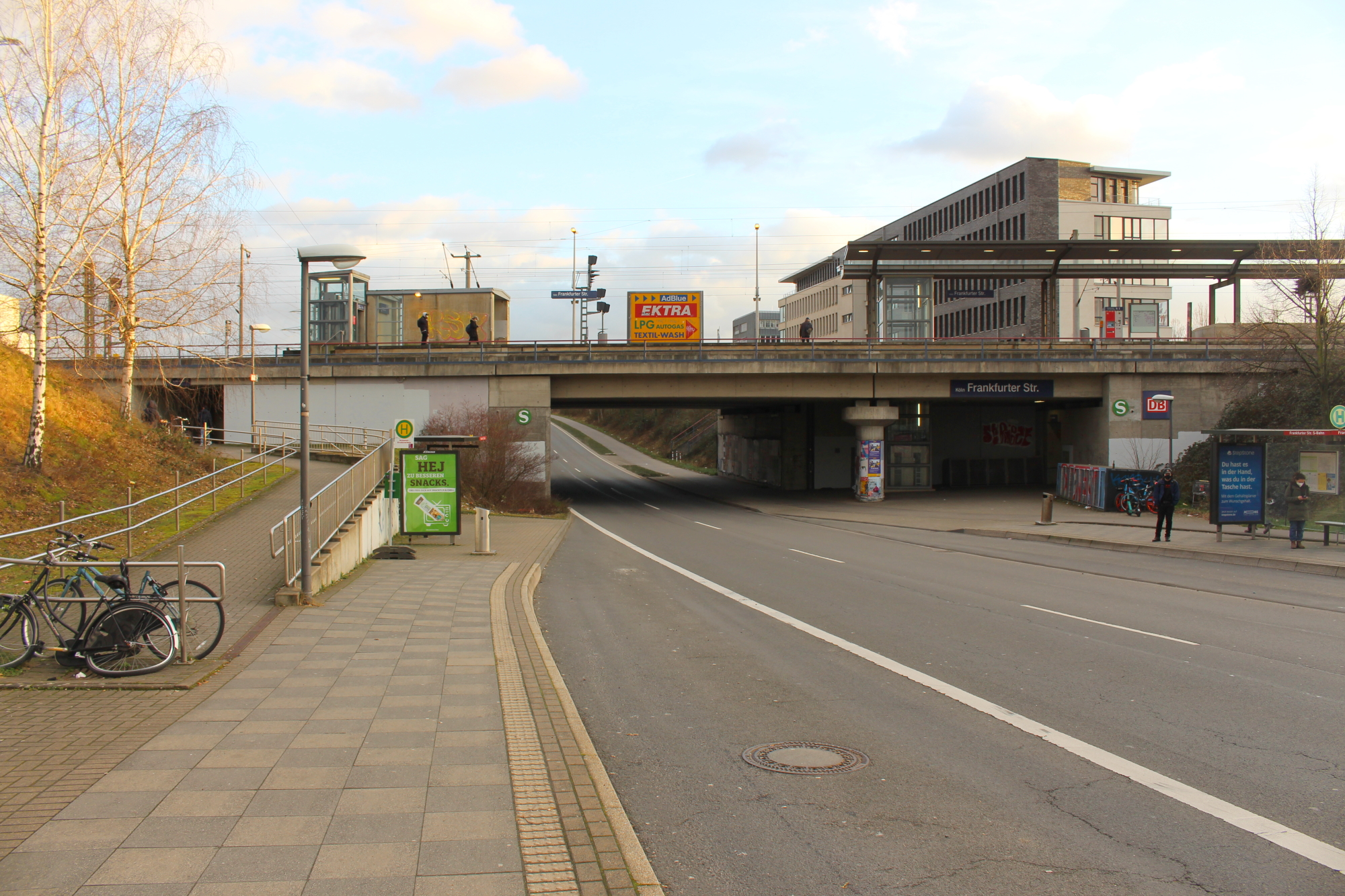
Ansicht von Norden

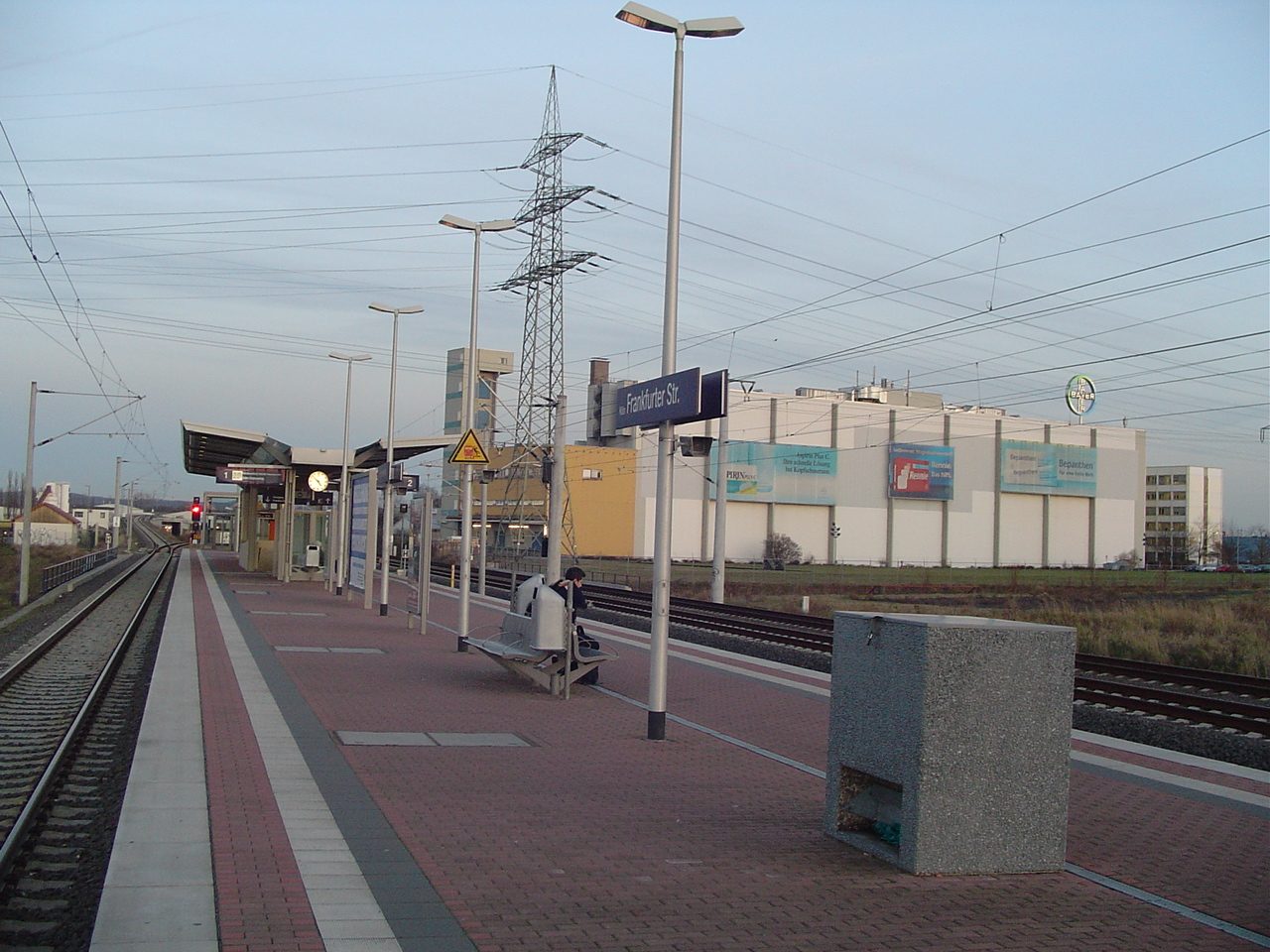
Bahnsteig von Westen

## Bedienung
| Linie | Linienverlauf | Takt                                                       |
| ----- | --- | ---------------------------------------------------------- |
| S 19  | Düren – Merzenich – Buir – Sindorf – Horrem – Frechen-Königsdorf – Köln-Weiden West – Köln-Lövenich – Köln-Müngersdorf Technologiepark – Köln-Ehrenfeld – Köln Hansaring – Köln Hbf – Köln Messe/Deutz – Köln Trimbornstraße – Köln Frankfurter Straße – Köln/Bonn Flughafen – Porz-Wahn – Spich – Troisdorf – Siegburg/Bonn – Hennef (Sieg) – Hennef Im Siegbogen – (Blankenberg (Sieg) /) Merten (Sieg) – Eitorf – Herchen – Dattenfeld (Sieg) – Schladern (Sieg) – Rosbach (Sieg) – Au (Sieg) Stand: Fahrplanwechsel Dezember 2023 | 20/40 min (Horrem–Hennef) 60 min (Hennef–Au)               |
| RB 25 | Oberbergische Bahn: Köln Hansaring – Köln Hbf – Köln Messe/Deutz – Köln Trimbornstraße – Köln Frankfurter Straße – Rösrath-Stümpen – Rösrath – Hoffnungsthal – Lohmar-Honrath – Overath – Engelskirchen – Ründeroth – Gummersbach-Dieringhausen – Gummersbach – Marienheide – Meinerzhagen – Kierspe – Halver-Oberbrügge – Lüdenscheid-Brügge – Lüdenscheid Stand: Fahrplanwechsel Dezember 2023 | 30 min (Köln–Gummersbach) 60 min (Gummersbach–Lüdenscheid) |

Im Busverkehr verkehren die Linien 151 und 152:
| Linie | Linienverlauf |
| ----- | --- |
| 151   | Porz, Markt – Bahnhof Porz – Urbach – Eil – Finkenberg – Gremberghoven – Maarhäuser Weg – Frankfurter Straße – Ostheim – Sportpark Höhenberg – Buchheim Frankfurter Straße – Bf Mülheim – Mülheim, Wiener Platz – Bruder-Klaus-Siedlung – Stammheim – Flittard – Chempark |
| 152   | Porz, Markt – Bahnhof Porz – Urbach – Eil – Finkenberg – Gremberghoven – Steinstraße – Frankfurter Straße – Ostheim – Sportpark Höhenberg – Buchheim Frankfurter Straße – Bf Mülheim – Mülheim, Wiener Platz – Bruder-Klaus-Siedlung – Stammheim – Flittard – Chempark    |